# Обложки
Обложки (укр. Обложки) — село, Обложковский сельский совет,
Шосткинский район, Сумская область, Украина.
Код КОАТУУ — 5921583501. Население по переписи 2001 года составляло 857 человек.
Является административным центром Обложковского сельского совета, в который не входят другие населённые пункты.

## Географическое положение
Село Обложки находится на берегу реки Ракита, ниже по течению на расстоянии в 2 км расположено село Щебры. На расстоянии в 1,5 км расположено село Полошки.
Река в этом месте пересыхает, на ней сделано несколько запруд. Рядом проходит автомобильная дорога М-02 (E 101).

## История
Село упоминалось архидьяконом Михаилом в грамоте 1667 года : "Село Обложки стоит на земле села Полошкова". Близ села Обложки обнаружено городище древнерусского (XI—XIII вв.) времени.
В 1740 году многие посполитые и казаки села Обложки отправились в новооснованный город Оренбург : "Отселѣ не удивительно, что когда въ 1740 г. приглашали на поселеніе въ новозаведенный на башкирской степи городъ Оренбургъ, канитанъ «многихъ—изъ глуховской степи (какъ и изъ другихъ) попринималъ, особенно изъ селъ Славуты, Некрасова и Обложекъ, не только посполитыхъ, но и козаковъ, которые туда итти своею доброю волею записались»".
В XIX веке село Обложки было в составе Тулиголовской волости Глуховского уезда Черниговской губернии.

## Религия

### Михайловская церковь

#### Архитектор Константин Андреевич Тон
Михайловская церковь построена по проекту выдающегося архитектора Константина Андреевича Тона (1794 - 1881). Константин Андреевич Тон являлся профессором архитектуры, академиком Императорской Академии художеств Российской империи, а с 1854 года ее ректором. Архитекторами были и его братья Александр и Андрей. Константин Андреевич дослужился до чина тайного советника.
Константин Тон был основоположником неовизантийского (русско-византийского) стиля в церковной архитектуре. В 1838 году он издал альбом "Церкви Сочиненных Архитектором Его Императорского Величества Профессором Архитектуры Императорской Академии Художеств и Членом разных Иностранных Академий Константином Тоном". Свой альбом К. Тон посвятил Николаю Первому. В посвящении императору он писал: "Стиль Византийский, сроднившийся с давних времен с элементами нашей народности, образовал Церковную нашу Архитектуру, образцов которой не находим в других странах".
Византийскому стилю в архитектуре покровительствовал император Николай I. В марте 1841 года он распорядился, чтобы при составлении проектов храмов "преимущественно и по возможности сохранен был вкус древнего византийского зодчества", а для этого "могут с пользою принимаемы быть в соображение чертежи, составленные на построение православных храмов профессором Тоном".
Академик К. Тон был автором многих шедевров архитекторы XIX века. По его проектам построены храм Христа Спасителя, Большой Кремлёвский дворец, станции Николаевской железной дороги в Петербурге и Москве, Царскосельский вокзал в Петербурге, новое здание Оружейной палаты, Екатерининский собор в Царском Селе и Петропавловский собор в Петергофе, набережная с египетскими сфинксами у Академии художеств в Петербурге и многие другие храмы и гражданские здания в столицах и провинции. Среди них и Михайловская церковь в селе Обложки.

#### Строительство церкви
Каменная Михайловская церковь была построена в 1855-1857 годах вместо старой деревянной по переработанному образцовому проекту архитектора Константина Тона 1838 года. Церковь была трехдельной, однобанной, с колокольней над западным притвором. Прямоугольный в плане неф венчался восьмигранным световым подбанником с массивным луковичным куполом. Апсида была полукруглая, притвор прямокрутный, удлиненный. Над трехдельным квадратным притвором поднимались два два яруса колокольни типа восьмерик на четверике, завершенные шатром с макушкой. Церковь выдержана в архитектурных формах российско-визайнтийского стиля с применением мотивов перспективных порталов, окон-бифорий, кокошников, наличников с разорванными сандриками и т.д. Церковь была уничтожена в 1930-х годах.

### Священнослужители церкви
Священнослужители православной Михайловской церкви:
- 1739  — В переписи исповедных ведомостей года впервые упомянут священник Иван Федоров Яснопольский и жена его Ксения Ильина[10]
- 1766 — Священник Федор Иванов Яснопольский и жена его Евфросиния Онисимова[11]
- 1780 — 1784  — Священник Федор Иванов Яснопольский и племянник его, священник Карп Иванов Яснопольский[12]
- 1820 —  В делах того года упомянут священник Неговоров.
- 1828 — священник Хонджинский был переведен из Новгород-Северского уезда (село Мефедовка) в село Обложки.
- 1843 — Священник Федор Шеляковский и священник Федор Смычков, пономарь Михаил Яснопольский, дьякон Николай Георгиев Неговоров.
- 1874 — Настоятель священник Михаил Бугославский, помощник-священник Николай Георгиев Неговоров, награжденный набедренником 20 декабря 1873 года[13] и скуфьей в 1883 году[14], дьякон Яков Кириллов, дьякон Николай Филонов, сверхштата : пономарь Михаил Яснопольский[15]
- 14 мая 1883 года — псалмщик Петр Михайлов Яснопольский был переведен в Михайловскую церковь из села Оленовки Борзенского уезда[16].
- С 17 февраля 1887 — Священник Петр Кириллов, переведенный из Николаевской церкви, села Каменки, Новгородсеверскаго уезда, заместил священника Николая Неговорова[17]. Петр Кириллов был также награжден набедренником за беспорочную и усердную службу 8 декабря 1888 года[18] и бархатной фиолетовою скуфьей за усердную службу в 1896 году[19].
- С 30 января 1900 года — Псалмщик Петр Михайлов Яснопольский заменен псаломщиком Гервасием Смеловским.
- С 30 июля 1903 — Псалмщик Гервасий Смеловский заменён Петром Илленко.
- С апреля 1905 года — Назначение псалмщика Ивана Белявского.
- 28 мая 1907 года — Священник Петр Яковлев Кириллов был уволен, согласно его прошению, по старости лет и болезни.
- С 9 июля 1907 года — Священник Васильевской церкви села, Посоховки, Городнянского уезда, Михаил Борня был перемещен к Михайловской церкви села Обложки.
- 1 марта 1909 года — Смерть заштатного священника Михайловской церкви села Обложек, Петра Кириллова. Назначение пособия в 150 р. дочерям Клавдии и Антонине Кирилловым в 1910 году.
- С 4 марта 1909 года — Псалмщик Петр Яснопольский вновь был перемещен в церковь села Обложки[20]

В ведомостях 1868-1971 года Михайловская церковь села Обложки обозначается как церковь 5-го класса с годовым содержанием в 202 рубля. В 1911 году прихожане Михайловской церкви села Обложки получили "Архипастырское благословение Его Преосвященства" за пожертвованіе в свою приходскую церковь двух хороших хоругвей и воздухов, стоимостью 80 руб.

## Демография
По гражданской ведомости, в 1736 году в Обложках было 107 казаков и 27 посполитых, а в 1748 году уже указаны 109 казачих семей.
| 1770 | 1770 | 1790 | 1790 | 1810 | 1810 | 1830 | 1830 | 1850 | 1850 | 1860 | 1860 | 1877 |
| ---- | ---- | ---- | ---- | ---- | ---- | ---- | ---- | ---- | ---- | ---- | ---- | ---- |
| 628  | 620  | 660  | 654  | 649  | 690  | 734  | 822  | 694  | 812  | 758  | 811  | 874  |

В 1859 году в селе было 260 дворов, проживали 724 души мужского пола и 761 души женского пола, в 1885 году - 283 двора, 1606 жителей; в 1901 году - 1045 мужчин и 1030 женщин
В 1907 году в селе Обложки, в приходе при Михайловской церкви, насчитывалось 349 дворов, прихожан обоего пола 2030 душ,

## Образование

### Церковно-приходская школа
Церковно-приходская школа в Обложках основана в 1860 г. В 1866 году в Обложках насчитовалось 32 ученика мужского пола от 7 до 15 лет, православного вероисповедания. Учителем, который вел занятия бесплатно, был священник Михайловской церкви Николай Неговоров (отец березовского священника Василия Неговорова). Заботу о школе также проявляли церковный староста коллежский регистратор Михаил Нечай и созданное в 1866 году под его председательством церковное попечительство.
В 1868 году Глуховское уездное земство утвердило проект преобразования церковных школ в земские начальные училища. Село Обложки определено было во второй разряд. Но сельское общество отказалось взять на себя содержание училищного дома, обеспечение его дровами и наем сторожа, что было обязательным условием земства. Поэтому земская школа в Обложках к 1871 году, как намечалось проектом, не открылась.
В селе продолжала действовать церковно-приходская школа без всякого финансирования от земства, но спустя несколько лет она была упразднена. Вот только тогда сельское общество стало хлопотать об открытии земского начального училища. Однако уездная управа дала ход этому ходатайству лишь в 1888 году. На заседании земского собрания председатель уездной управы Ф. М. Уманец огласил приговоры [решения] Обложковского общества казаков и крестьян от 20 сентября 1887 г. и два приговора отдельно от казаков и от крестьян от 21 августа 1888 г., в которых они ходатайствовали об открытии в селе начального училища и выражали готовность взять на себя хозяйственные заботы о школьном помещении. Общества крестьян и казаков также попросили выдать им ссуду в размере 600 руб. на перестройку и ремонт дома для училища, заявив, что "уже приторговали помещение для школы и дали задаток". Земское собрание решило выдать обществам Обложек ссуду на 5 лет, но с условием, чтобы школьный дом отвечал требованиям земства к зданиям начальных училищ и там обязательно была отдельная квартира для учителя.
На 1889-1890 учебный год в смету заложены расходы на Обложковское сельское начальное училище: жалованье учителю (без надбавок) - 150 руб. в год, законоучителю - 60 руб., на отопление - 20 руб., на книги и учебные пособия - 15 руб. Таким образом, год основания земского начального училища в Обложках - 1889-й. К осени было готово школьное деревянное здание 18 на 12 аршин, с соломенной крышей. В нем оборудовали классную комнату для занятий и квартиру учителя с отдельным входом.
До 30 сентября 1894 года учителем Обложковской земской школы с годовым жалованьем 180 руб. был дворянин Григорий Алексеевич Мессон, учившийся на историко-филологическом факультете Императорского университета Св. Владимира в Киеве (до Обложковской школы работал учителем в Черторигах, где его сменил младший брат Николай Алексеевич Мессон; в 1894 году Григорий Алексеевич перешел в Глуховскую гимназию помощником классного наставника; в 1899 г. Г. А. Мессон избран попечителем Обложковского начального училища и занимал эту должность до 1917 года, а до него попечителем школы был Михаил Федорович Улазовский). С 1890 года Закон Божий в училище преподавал священник Михайловской церкви Петр Яковлевич Кириллов, которому назначено годовое жалованье 60 руб.
В 1900-1901 учебном году в училище обучались 60 мальчиков и 4 девочки. Учителем с 1898 года был Михаил Иванович Ткаченко, имевший звание сельского учителя, ему назначено годовое жалованье в 150 руб.; законоучителем оставался священник Петр Кириллов.

### Школы грамоты
В декабре 1888 года в селе Обложки открылись 2 школы грамоты : первая велась отставным унтер-офицером Карпенко в его же доме, вторая школа была под руководством учительницы Марии Матвеевой Павленко, домашнего образования, но свидетельства на звание сельской учительницы не имевшей. Стоимость обучения не превышала 30 копеек за ученика за месяц. Ближайшее заведование и руководство принадлежало местным приходским священникам.
Официальный отчет о школах грамоты в Глуховском уезде, опубликованный в 1896 году, делает следующий комментарий о священнике села Обложки : "К сожалению, среди пастырей церкви встречались лица, которые в отношении находящихся в их приходах школ не проявили ожидаемой от каждого пастыря церкви и должной ревности к делу, и сознавая своего пастырского долга. К числу таких священников относится, например, по сообщению Глуховского Отделения, священник села Обложек Петр Кириллов."
С 1897 года упоминается лишь школа мещанки Марии Павленко с годовым содержанием в 25 синодальных рублей. В 1898 году это содержание снижается до 16 рублей. С детей платы Мария Павленко уже не брала, а годовое жалованье получала из синодальных сумм.
В 1899 году в школе обучается 22 ученика : 14 мальчиков и 8 девочек. Закон Божий для учеников преподавал бесплатно священник Петр Яковлевич Кириллов. С 1906 года упоминаются уроки рукоделия, которые преподавались девокам в Обложкинской церковно-приходской школе. В начале XX века Обложковская школа грамоты не раз называлась одной из лучших среди церковных школ уезда по ведению занятий по рукоделию.
В 1902 году уездное земство выделило для устройства железной крыши здания начального училища 178 руб. 20 коп. Но училищный дом постепенно ветшал, поэтому попечитель школы Г. А. Мессон несколько раз обращался к уездному земству с предложением построить новое здание. В 1909 году уездным планом введения всеобщего начального обучения запланировано строительство на 1914 год (в пятой очереди) каменной 4-комплектной школы в Обложках. Сельское общество готово было выделить для этого 4000 руб. Еще 1000 руб. обязалось направить на строительные работы уездное земство (по 250 руб. на каждый комплект), а из казны ожидалось пособие в сумме 6000 руб. (по нормативам для каменных зданий по 2000 руб. на каждый из двух первых комплектов и по 1000 руб. на каждый последующий), уездная управа запросила также 1000 руб. пособия от губернского земства. Из-за начавшейся в 1914 году войны казённое пособие и ссуда на строительство Обложковской школы не поступили.

## Объекты социальной сферы
- НВК: Общеобразовательная школа I—II ст., дошкольное учебное заведение «Росинка».

## Достопримечательности
- Братская могила советских воинов.